# 조제 호베르투 호드리게스 모타
조제 호베르투 호드리게스 모타(브라질 포르투갈어: José Roberto Rodrigues Mota, 1979년 5월 10일 ~ )는 흔히 조제 모타, 또는 스페인어식으로 호세 모따로 불리는 브라질의 스트라이커이다.

## 축구인 경력

### 선수 경력
프로 데뷔 이후 고국